# Cosâmbești (gmina)
Cosâmbești – gmina w Rumunii, w okręgu Jałomica. Obejmuje miejscowości Cosâmbești i Gimbășani. W 2011 roku liczyła 1902 mieszkańców. 